# ریکوتو هیروسه
ریکوتو هیروسه (انگلیسی: Rikuto Hirose؛ زادهٔ ۲۳ سپتامبر ۱۹۹۵) بازیکن فوتبال اهل ژاپن است.